# Matevž Biber
Matevž Biber, slovenski gledališki in filmski igralec, * 1981, Ljubljana.

## Življenjepis
Del mladosti je preživel v Parizu zaradi diplomatske službe staršev. Po končani gimnaziji v Ljubljani se je vpisal na študij dramske igre na ljubljanski Akademiji za gledališče, radio, film in televizijo, kjer je diplomiral pod mentorstvom Jožice Avbelj in Dušana Mlakarja. Od leta 2007 je član igralskega ansambla Drame SNG Maribor.

## Vloge

### Film in televizija
- 2018 - vloga Mitje v seriji Mame (TV Slovenija)
- 2018 - vloga mladega Berta Špacapana v nadaljevanki Ena žlahtna štorija (Planet TV)
- 2010 - vloga Boruta v filmu Piran-Pirano, režija Goran Vojnović
- 2004 - vloga srednješolca v nadaljevanki Hotel poldruga zvezdica (Televizija Slovenija)
- 2002 - vloga Mišota v filmu Fužine zakon, režija: Goran Vojnović